# Maria Grapini
Maria Grapini (ur. 7 listopada 1954 w Berești) – rumuńska inżynier, przedsiębiorca i polityk, minister w rządzie Victora Ponty, deputowana do Parlamentu Europejskiego VIII, IX i X kadencji.

## Życiorys
Ukończyła szkołę średnią w Berești, następnie w 1978 studia inżynierskie z zakresu tkactwa i przędzenia w Instytucie Politechnicznym „Gheorghe Asachi” w Jassach. Do 1989 pracowała w przedsiębiorstwie odzieżowym Garofita Timișoara, m.in. jako kierownik biura organizacji produkcji. W latach 90. zajęła się własną działalnością gospodarczą w ramach spółki prawa handlowego Pasmatex w Timișoarze, obejmując stanowisko dyrektora zarządzającego tej firmy. Związana z różnymi organizacjami gospodarczymi, została m.in. prezesem stowarzyszenia kobiet przedsiębiorców w Rumunii i prezesem federacji pracodawców przemysłu lekkiego.
Przystąpiła do Partii Konserwatywnej, została wiceprzewodniczącą ugrupowania i przewodniczącą struktur regionalnych w okręgu Temesz. W 2012 w drugim rządzie Victora Ponty otrzymała nominację na ministra delegowanego ds. małej i średniej przedsiębiorczości, turystyki i biznesu. Funkcję tę pełniła do 2014.
W tym samym roku z ramienia lewicowej koalicji skupionej wokół socjaldemokratów uzyskała mandat deputowanej do PE VIII kadencji. Dołączyła do powołanej w 2015 Partidul Puterii Umaniste. Z rekomendacji Partii Socjaldemokratycznej z powodzeniem ubiegała się o reelekcję w wyborach europejskich w 2019 i 2024.